# Pellagri-Reaktion
Die Pellagri-Reaktion ist in der Pharmazie und in der Chemie eine Nachweisreaktion für Morphin und Apomorphin. Morphin wird dabei mit konzentrierter Schwefelsäure behandelt und lagert sich zu Apomorphin (1) um. Danach neutralisiert man mit Natriumhydrogencarbonat (NaHCO3), oxidiert mit Iod (I2) und schüttelt mit Ether. Dabei färbt sich die Ether-Phase rot, die wässrige Phase grün.  Die Rotfärbung der organischen Phase ist begründet in der Entstehung der mesomeriestabilisierten Verbindung 2, eines o-Chinons des Apomorphins: